# Masgo
Masgo is een bestuurslaag in het regentschap Kerinci van de provincie Jambi, Indonesië. Masgo telt 731 inwoners (volkstelling 2010).